# フランス・イケンス
フランス・イケンス（Frans Ykens 、1601年4月17日（洗礼日）- 1693年）は17世紀のフランドルの画家である。花を描いた静物画や、「ontbijtje」や「banketje」と呼ばれる、食卓を描く静物画、「garland （花環作品）」などを描いた。

## 略歴
アントウェルペンで生まれた。父親の妹と結婚した静物画家のオシアス・ベールト(c.1580-1623)に14歳から絵を学んだ。1615年には歴史画家のルーカス・フロケ(Lucas Floquet)にも学んだ。アントウェルペンで学んだ後、1929年頃、フランスに修行に出て、エクス＝アン＝プロヴァンスやマルセイユで働いたとしている。1631年にアントウェルペンの聖ルカ組合に加入し、1635年にかつての師匠、ルーカス・フロケの娘と結婚した。
人気のある画家になり、ネーデルラント総督であるオーストリア大公レオポルト・ヴィルヘルム・フォン・エスターライヒからも注文を受け、ポーランド王妃になったエレオノーレ・マリア・ヨーゼファもアントウェルペンの画商を通じてイケンスの作品を購入した。有力な画家、ピーテル・パウル・ルーベンス(1577-1640)もイケンスの作品6点を所有していたことが知られている。
1665 年にブリュッセルに移り、亡くなるまでブリュッセルで働いた。
長命な画家で、長い画家としての活動期間に、ウィレム・クラースゾーン・ヘーダ(1593/1594–c.1680/1682)やフランス・スナイデルス(1579-1657)といった同時代の静物画家たちから影響を受けた様々なスタイルの作品を描いた。中央に人物や宗教的な題材を描き、その周囲を花環で飾る「garland （花環作品）」も多く描き、コルネリス・スフート(1597–1655)やヤーコブ・ヨルダーンス(1593-1678)、ヤン・ファン・デン・ヘッケ(1611-1651)といった人物画の画家と共作し、花環の部分を描いた。花環の中の画題を自ら描くこともあった。
妻と同名の姪のカタリナ イケンス(Catharina Ykens II: 1659- ?)やギリアム・ダンドワ(Gilliam Dandoy、活動時期:1640-1654)教えた。

## 作品

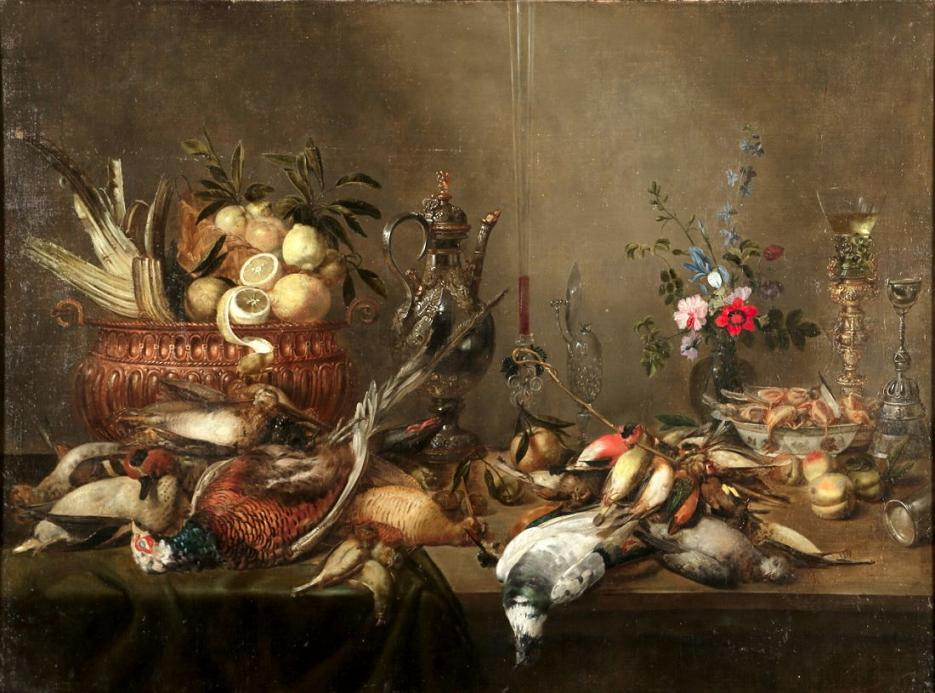
A large pronk still life with flowers, fruit and fowl
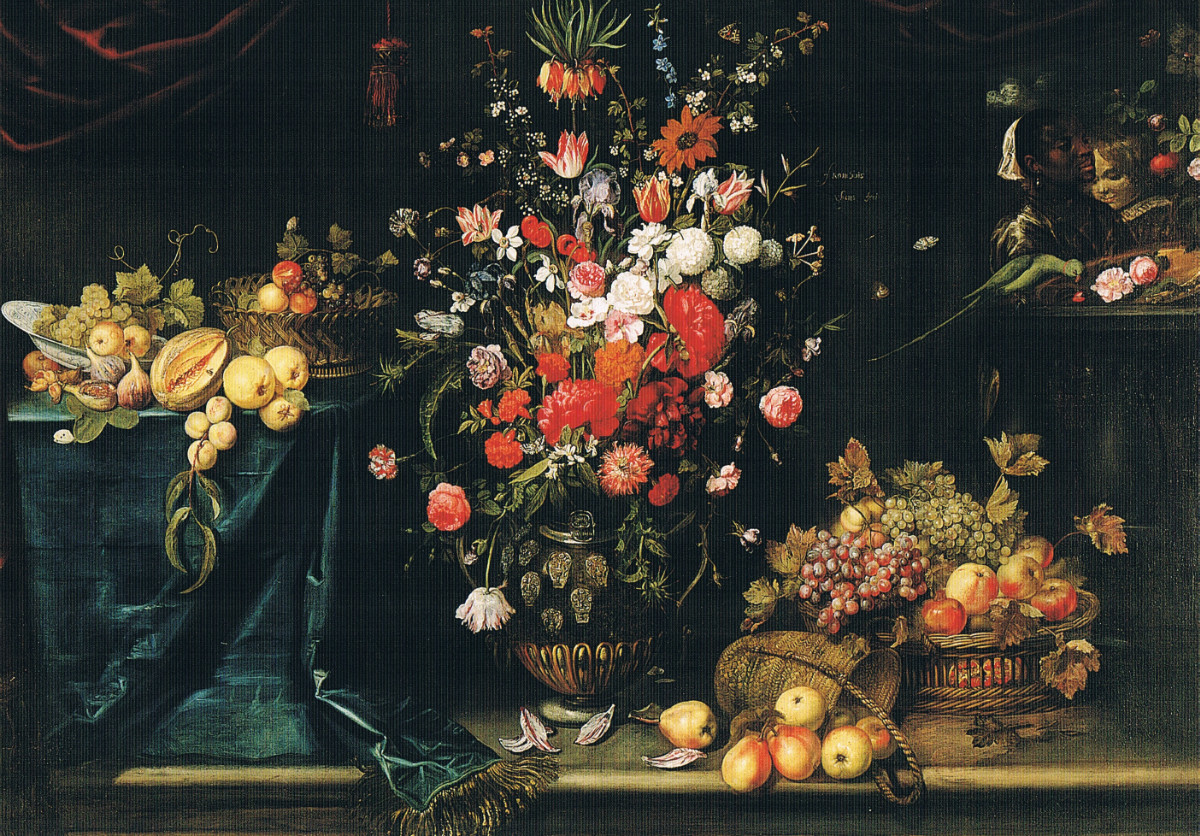
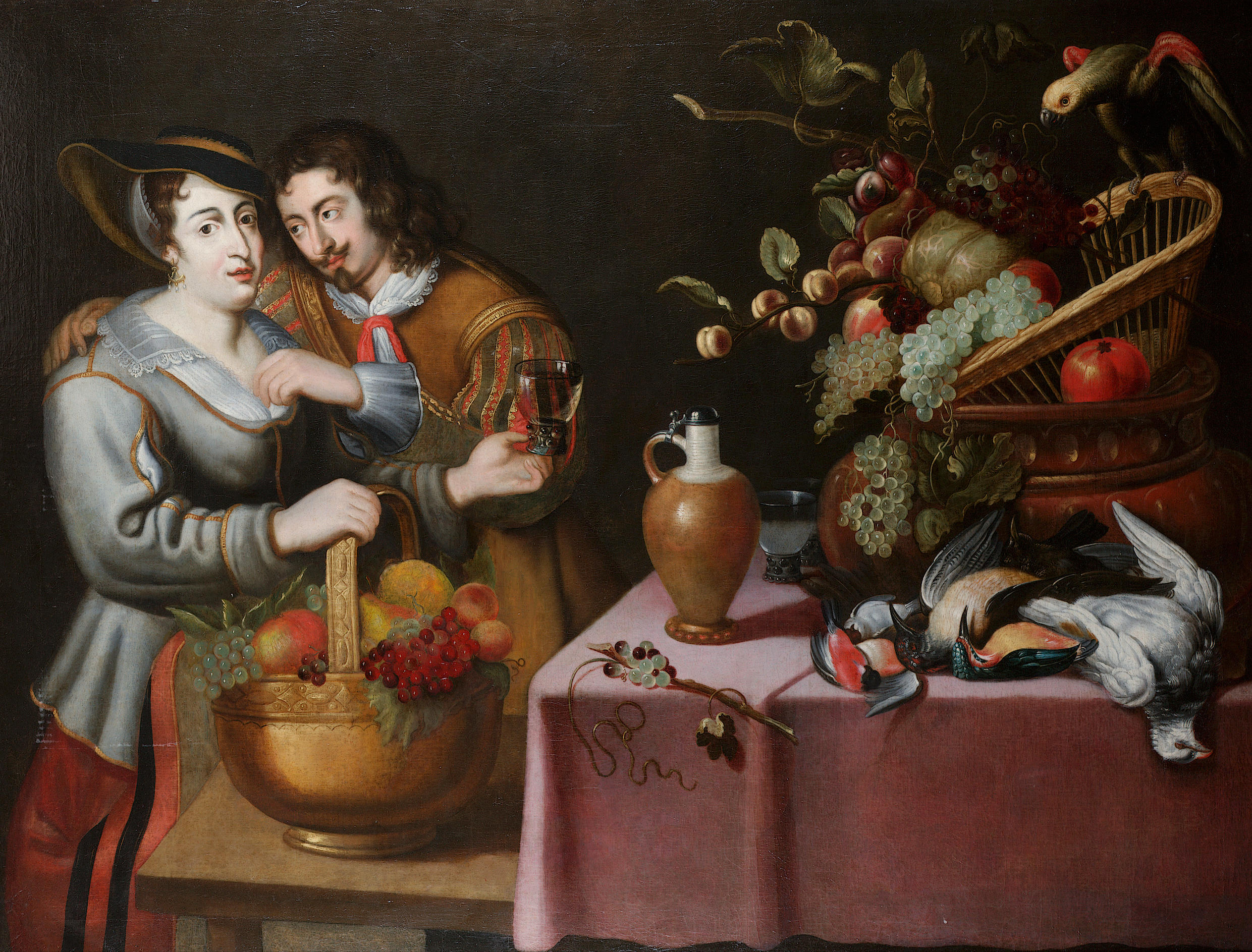
女中を口説く紳士

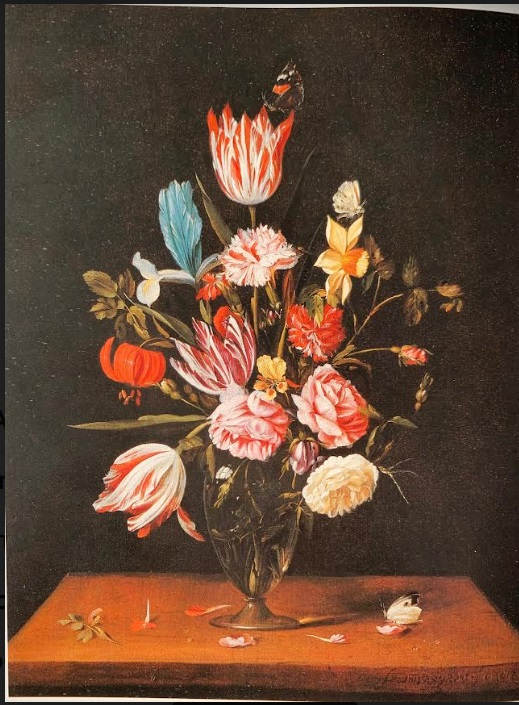
ガラスの花瓶の花
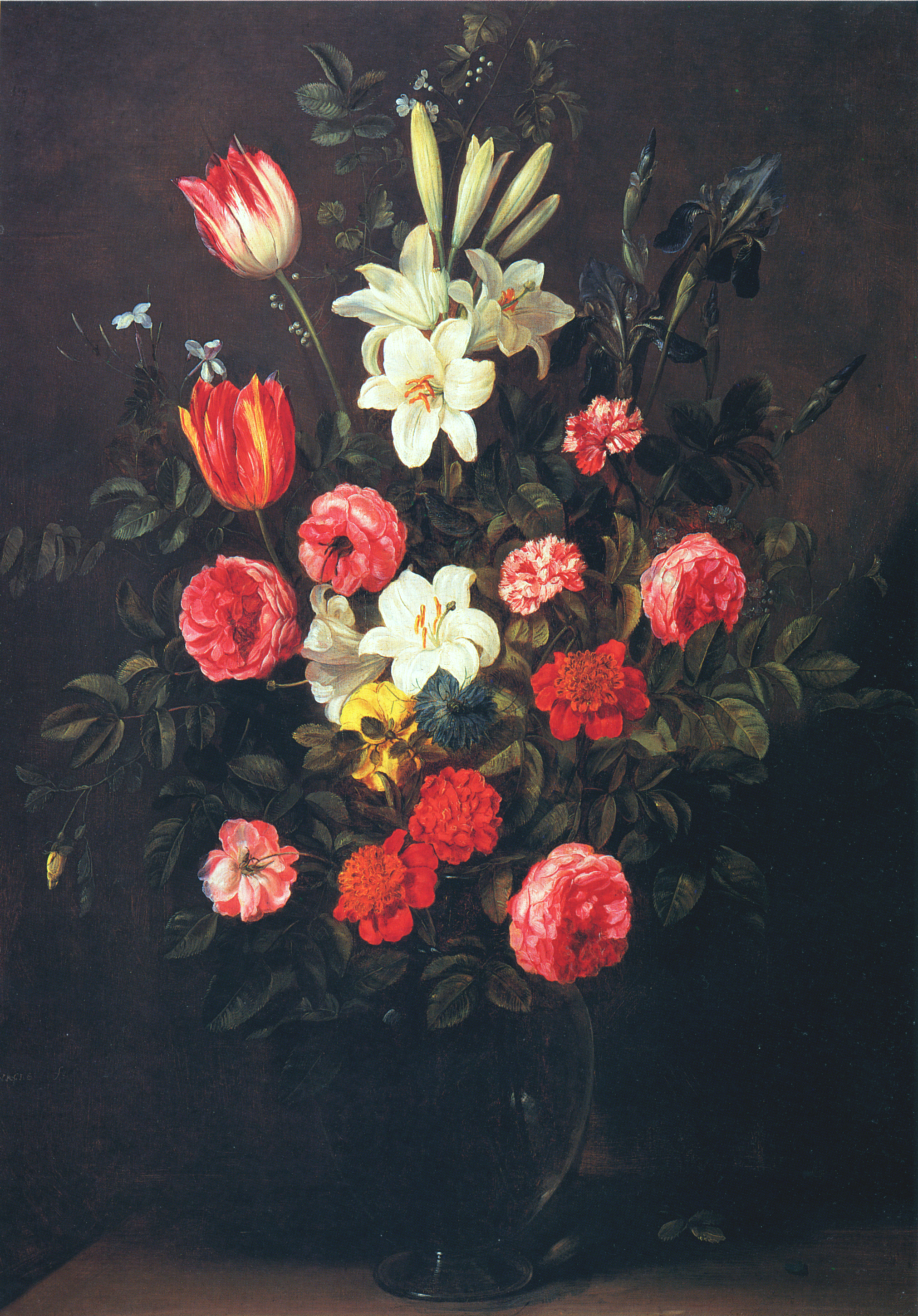
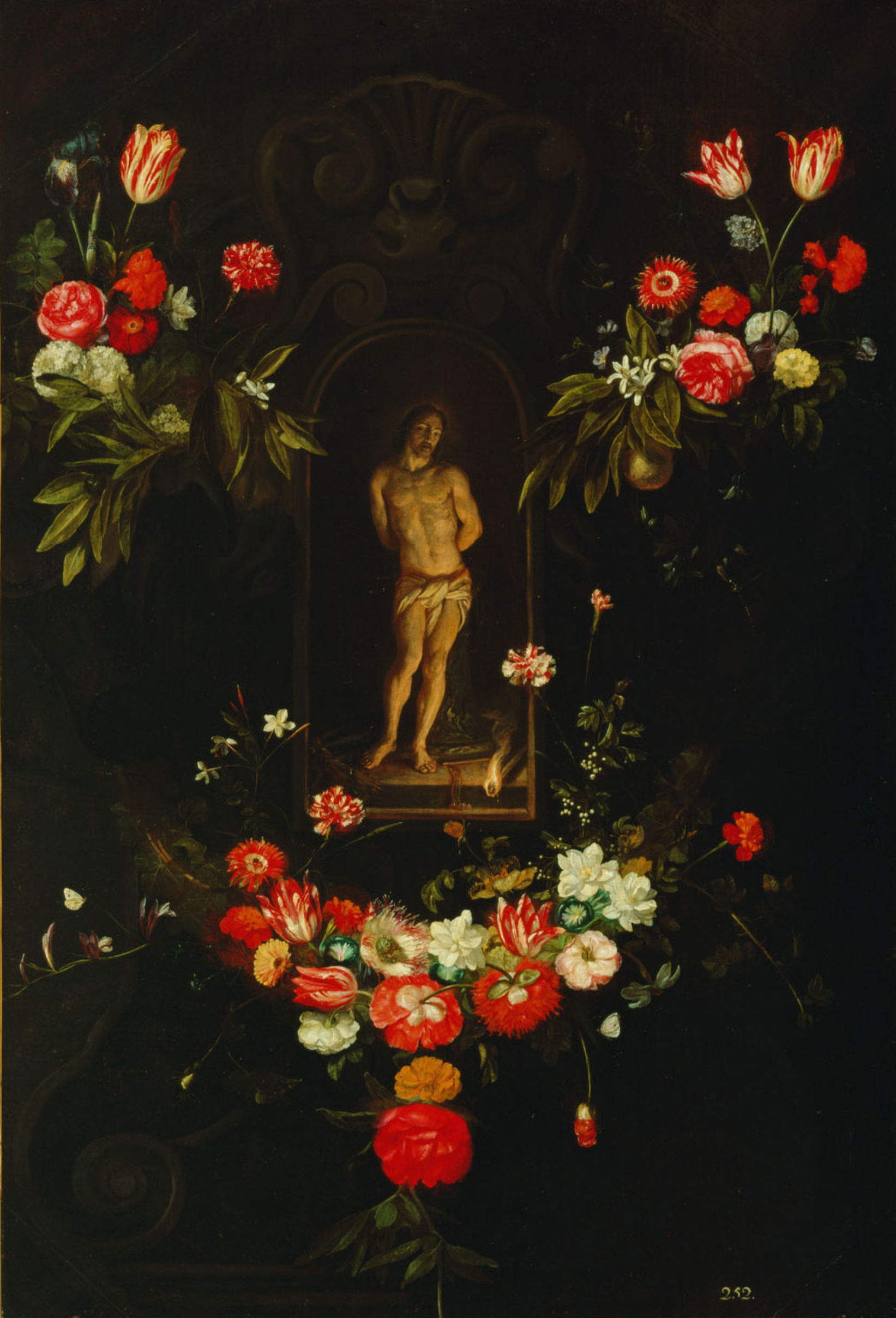
花環作品、ヤン・ファン・デン・ヘッケと共作
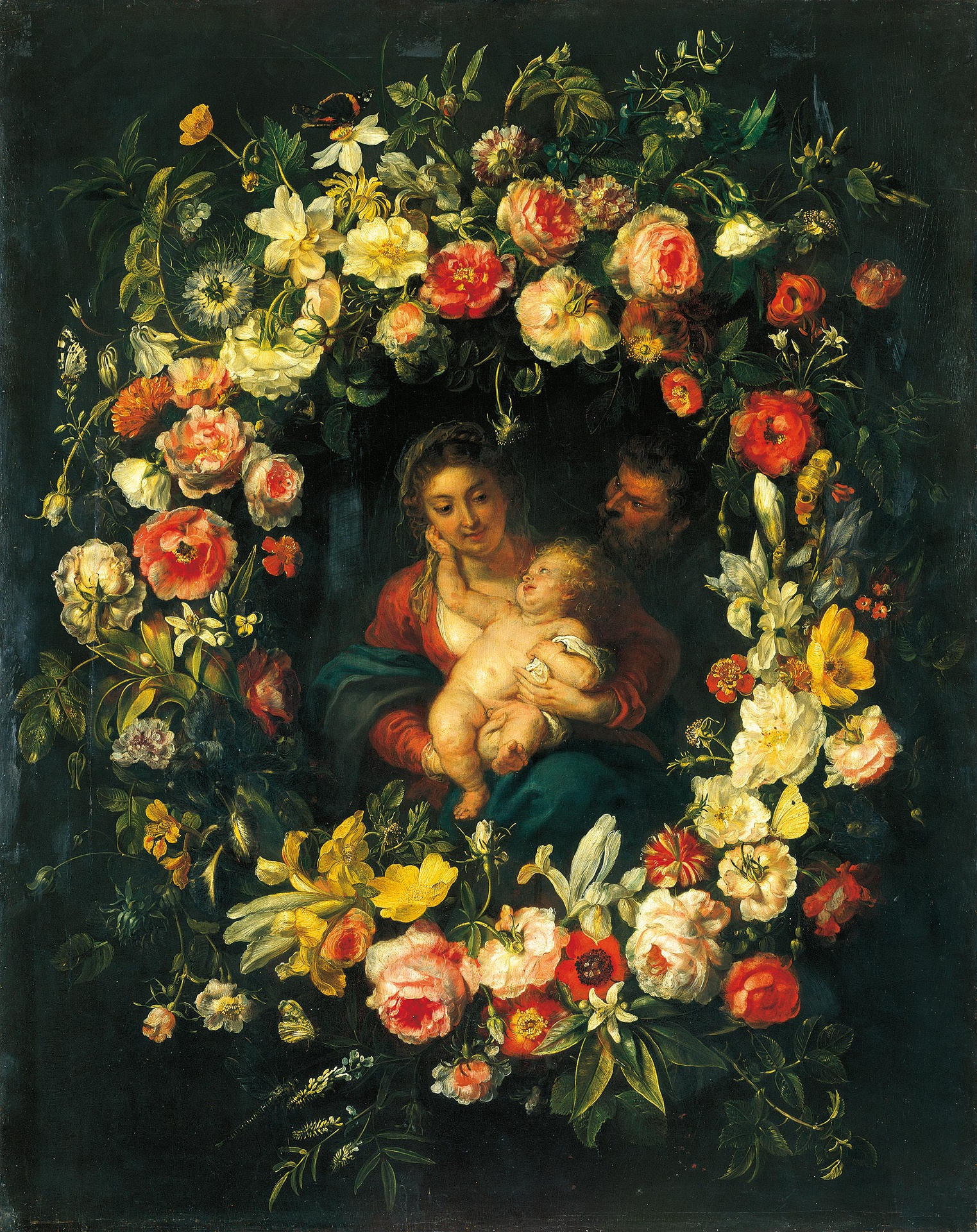
花環作品、エラスムス・クエリヌス2世と共作